# مارک خیمنز
مارک خیمنز (انگلیسی: Marc Jiménez؛ زادهٔ ۳ نوامبر ۱۹۸۵) بازیکن فوتبال اهل اسپانیا است.
از باشگاه‌هایی که در آن بازی کرده‌است می‌توان به باشگاه خیمناستیک تاراگونا اشاره کرد.